# Mindre kapverdelira
Mindre kapverdelira (Puffinus boydi) är en fågel i familjen liror inom ordningen stormfåglar som häckar i Kap Verdeöarna.

## Utseende
Mindre kapverdelira är likt närbesläktade karibliran och makaronesisk lira en liten svartvit lira med relativt korta och breda vingar och en lång rundad stjärt. Arten har en kroppslängd på 28 till 30 centimeter och en vingbredd på 60,5-65 centimeter.
Den skiljer sig från karibliran genom ett relativt litet huvud, smalare näbb och puderblå snarare än rosaaktiga ben och tår. Vidare har den bredare mörka kanter på undersidan av vingen och mörka undre stjärtteckare medan det vita på sidan av övergumpen saknas eller är begränsat.
Makaronesisk lira är mindre med tydliga vita spetsar på större täckarna och ibland mellersta täckarna, vilket tillsammans formar ett vingband.

## Utbredning och systematik
Fågeln i ögruppen Kap Verde utanför Västafrika. Den häckar eller misstänkts starkt häcka på öarna Santiago, Fogo, Brava, Santo Antão, São Vicente, São Nicolau, Boavista, Ihéu de Cimba, Branco och  Raso men tros vara utdöd på Sal. En individ fotograferades i Kanarieöarna i december 2012. Utanför häckningstid har den har också påträffats utanför Senegal. Obekräftade fynd från Sankta Helena kan istället röra sig om kariblira.

### Släktskap
Tidigare betraktades den som underart till dvärglira, kariblira eller makaronesisk lira. Vissa auktoriteter gör det fortfarande. Den utdöda lirpopulationen på Bermuda som tidigare behandlats som den egna arten Puffinus parvirostris anses numera höra till mindre kapverdelira.

## Häckning
Fågeln tros häcka från januari till juni, med ägg hittade i februari-mars och ungar mella mitten av april och slutet av juni. Den häckar i klippskrevor, i självutgrävda bohålor eller på Ilhéu de Cima i gamla bohålor tillhörande fregatthavslöpare, ibland upp till 15 km inåt land och 500 meters höjd.

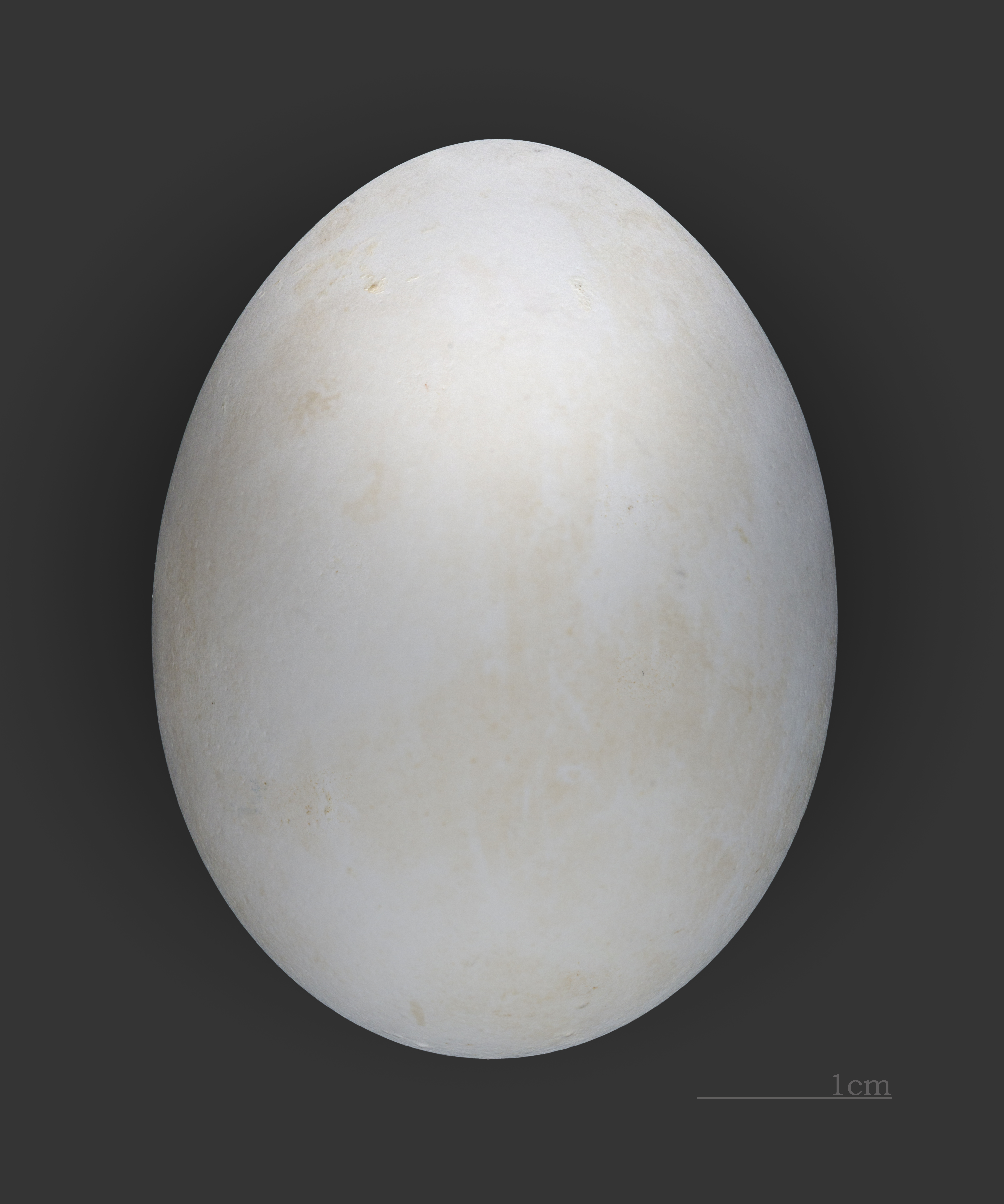
Boydlirans ägg.

## Status
Internationella naturvårdsunionen IUCN erkänner den inte som art, varför den inte placeras i någon hotkategori. Beståndet uppskattas till 5.000 par.

## Namn
Fågelns vetenskapliga artnamn hedrar den brittiske ornitologen och upptäcktsresanden Boyd Alexander (1873-1910). Tidigare kallades den boydlira även på svenska, men tilldelades 2025 ett mer informativt namn av BirdLife Sveriges taxonomikommitté.